# Alex Friedmann
Alex Friedmann (født 26. september 1918 i København, død 20. maj 1997 i Udsholt) var en københavnsk advokat og tidligere landsholdsspiller i fodbold. Friedmann, der spillede 124 første holds kampe i klubben B 1903, blev i 1937 kåret som årets fund i dansk idræt. Han spillede højre wing og var med til at vinde DM med B 1903 i 1938.
Friedmann debuterede som 19-årig på landsholdet den 17. oktober 1937 i en kamp mod Finland i Københavns Idrætspark, hvor han scorede sejrsmålet til 2-1. Han spillede i alt ni landskampe for Danmark i perioden 1937-1942 og scorede i disse kampe i alt to mål. Han deltog bl.a. i den kontroversielle kamp mod Tyskland i Hamborg i november 1940, som blev spillet efter tyskernes besættelse af Danmark i april samme år. Ved landskampen året efter i Dresden var Friedmann dog ikke med. DBU ville undgå at provokere besættelsesmagten eftersom Friedmann var af jødisk afstamning. Han måtte 1943 flygte til Sverige.
Friedmann tjente en større formue på ejendomshandler, og bidrog med et to-cifret millionbeløb til B 1903's hold i den bedste danske række. Han var en af de drivende kræfter i skabelsen af F.C. København. I 1995 mistede Friedmann det meste af sin formue på grund af mislykkede ejendomsspekulationer.
Før kampen mellem FC København og Silkeborg IF den 25. maj 1997 blev Alex Friedmann mindet med et minuts stilhed i Parken.